# Эгзекьютив-Коммитти
Эгзе́кьютив-Комми́тти (англ. Executive Committee Range — «хребет Исполнительного комитета») — хребет, часть горного массива на территории Земли Мэри Бэрд в Западной Антарктиде, простирающийся между 76°20' и 77°20' южной широты.
Хребет сложен базальтами. Отдельные его вершины возвышаются над ледниковым покровом, толщина которого в этом районе составляет около 1000 м до высоты 4285 (4181) м (потухший вулкан Сидли — высшая точка не только хребта, но и всей Земли Мэри Бэрд, а также самый высокий вулкан Антарктиды).
Хребет был открыт в 1940 году американской экспедицией Ричарда Бэрда и назван в честь Исполнительного комитета Антарктической службы США.